# گرفتار در کاباره
گرفتار در کاباره (به انگلیسی: Caught in a Cabaret) فیلمی کوتاه و صامت، به کارگردانی میبل نورماند با بازی چارلی چاپلین و تولید سال ۱۹۱۴ می‌باشد.

## داستان
چارلی شاگرد کاباره‌ای است که روزی دختری را از دست دزدها نجات می‌دهد و دختر با او دوست می‌شود، اما دختر وقتی چارلی را در حال شاگردی در کاباره می‌بیند، او را رها می‌کند.

## بازیگران
- میبل نورماند - میبل
- چارلی چاپلین - پیشخدمت
- هری مک‌کوی - عاشق
- چستر کانکلین - پیشخدمت
- ادگار کندی - مالک کافه
- مینتا دارفی - رقاص
- فیلیس آلن - رقاص
- جوزف سوئیکارد - پدر
- آلیس دونپورت - مادر
- گوردون گریفیث - پسر
- آلیس هاول
- هانک مان
- بیلی گیلبرت
- والاس مک‌دونالد
- بیلی گیلبرت